# 罗纳尔多·莫赖斯
罗纳尔多·莫赖斯（葡萄牙語：Ronaldo Moraes，1962年3月2日—），巴西男子足球运动员，场上位置是后卫。他曾代表巴西国奥队参加1984年夏季奥林匹克运动会足球比赛，获得一枚银牌。